# Reinado Nacional del Café 2012
El Reinado Nacional del Café realizó su 30.a edición el 1 de julio de 2012 en Calarcá, Quindío. En la velada de elección y coronación, la Reina Nacional del Café 2011, Yoselín Rincón Castillo, entregó la corona a su sucesora, la Señorita Chocó, Claudy Jessy Blandón Romaña.
Claudy representó a Colombia en el Reinado Internacional del Café 2013, realizado en Manizales, Caldas, clasificando como Virreina.

## Resultados
| Título                          | Candidata                                              |
| ------------------------------- | ------------------------------------------------------ |
| Reina Nacional del Café 2012    | - Claudy Jessy Blandón Romaña Señorita Chocó           |
| Virreina Nacional del Café 2012 | - Olga Catalina Salas Atencia Señorita Bolívar         |
| Primera Princesa                | - Cindy Lorena Vélez Pérez Señorita Norte de Santander |
| Segunda Princesa                | - Juliana Pérez Peña Señorita Antioquia                |
| Tercera Princesa                | - Leidy Daniela Roldán Ramírez Señorita Boyacá         |

## Candidatas
16 candidatas participaron en la versión 2012 del Reinado Nacional del Café.
| Candidata                     | Nombre                                | Edad | Estatura | Medidas   | Procedencia         |
| ----------------------------- | ------------------------------------- | ---- | -------- | --------- | ------------------- |
| Señorita Antioquia            | Juliana Pérez Peña                    | 20   | 1.69     | 88-62–92  | Medellín            |
| Señorita Arauca               | Gina Valentina Díaz Mantilla          | 21   | 1.71     | 93–62–94  | Arauca              |
| Señorita Bolívar              | Olga Catalina Salas Atencia           | 21   | 1.72     | 84–63–92  | El Bagre            |
| Señorita Boyacá               | Leidy Daniela Roldán Ramírez          | 19   | 1.79     | 88–58–90  | Puerto Boyacá       |
| Señorita Caldas               | Camila Estrada Sánchez                | 22   | 1.75     | 94–68–99  | Barbosa             |
| Señorita Caquetá              | Estefani Vivian Loaiza Paredes        | 19   | 1.80     | 92–63–95  | Florencia           |
| Señorita Cartagena, D.T. y C. | Madelein López Camelo                 | 22   | 1.77     | 80-60–90  | Cartagena de Indias |
| Señorita Cauca                | Tania Marcela Velasco Martínez        | 21   | 1.64     | 90–67–99  | Popayán             |
| Señorita Chocó                | Claudy Jessy Blandón Romaña           | 23   | 1.79     | 88–60–94  | Quibdó              |
| Señorita Córdoba              | Marylissa Katherine Mosquera Stanford | 19   | 1.73     | 98-69–102 | Montería            |
| Señorita Cundinamarca         | Karen Sofía Acosta Bernal             | 20   | 1.74     | 90–60–92  | Bogotá              |
| Señorita Meta                 | Yheidy Karina Rojas Beltrán           | 22   | 1.70     | 92–62–100 | Granada             |
| Señorita Norte de Santander   | Cindi Lorena Vélez Pérez              | 22   | 1.75     | 90–63–92  | Cúcuta              |
| Señorita Quindío              | Angie Licet Correa Granda             | 18   | 1.78     | 86–61–93  | Armenia             |
| Señorita Santander            | Katherine Andrea González Sáenz       | 20   | 1.65     | 89–57–90  | Montería            |
| Señorita Valle                | Jessica Andrea Lozano Agudelo         | 18   |          | 89–64–94  | Palmira             |